# Remingtonocetus
Remingtonocetus és un gènere extint de cetacis arqueocets. Se n'han descrit dues espècies: l'espècie tipus, R. harudiensis, que visqué durant l'Eocè mitjà, fa uns 46-43 milions d'anys, a l'Índia i el Pakistan, i R. domandoensis, que visqué al Pakistan durant l'Eocè mitjà.